# Narcocorrido
Narcocorridos (spansk for "narko-ballader") er en undergenre til den mexicanske litteratur- og musikgenre corrido.
Det lyriske indhold i narcocorrido-musikken afspejler den voldelige side af samfundet og fortæller ofte historier om især narkokriminalitet (deraf navnet). Selvom teksterne i musikken ikke altid i sig selv opfordrer til vold, så er det ofte en anklage som kunsterne bag må høre for.